# 諾維爾 (密蘇里州)
諾維爾（英語：Norville）是位於美國密蘇里州利文斯頓縣的非建制地區。

## 歷史
諾維爾的郵局於1892年設立，其後於1906年停運。

## 地理
諾維爾所處的海拔為高於海平面218米（即715英呎），而該地所採用的時區為UTC-6，即北美中部時區（CST）。同時該地設有夏令時間，為UTC-6調快一小時，即UTC-5（CDT）。